# Bombardeer boomspin
De bombardeer boomspin (Avicularia urticans) is een spin uit de familie vogelspinnen (Theraphosidae) en lid van het geslacht Avicularia. De soort werd pas in 1994 wetenschappelijk beschreven. Bij bedreiging zal deze spin snel wegvluchten of zelfs wegspringen en sommige soorten kunnen hun halfvloeibare uitwerpselen gericht wegschieten.
De spin is endemisch in Peru en leeft in bossen. De prooi wordt gevangen door deze te bespringen. Het is een relatief kleine, zwarte spin met een roodachtig achterlijf en oranjerode tarsa (tenen). Het lichaam bereikt een lengte tot ongeveer 5 centimeter.